# Khalifa Al Mutaiwei
Khalifa Sultan Al Mutaiwei, né le 23 mai 1971 à Dubai, est un pilote de rallyes et de rallyes-raids émirati.

## Biographie
Il est pilote officiel pour le team allemand X-Raid de Sven Quandt durant l'année de son second sacre mondial, en 2012.

## Palmarès

### Titres
- Double vainqueur de la Coupe du monde des rallyes tout-terrain, en 2004 (copilote le français Alain Guéhennec sur BMW X5 CC) et en 2012 (copilote l'allemand Andreas Schulz (vainqueur du Dakar en 2001 et 2003) sur Mini All4 Racing X-Raid);
  - Double vice-champion du Moyen-Orient des rallyes (MERC): 1994 et 1995, sur Toyota Celica GT-Four;

### Victoires et podiums
En MERC:

1995:
- Rallye des Émirats arabes unis (de l'UAE): 1995;
- Rallye de Doha (du Qatar): 1995;
  - 2e du rallye de Jordanie, en 1994;
  - 2e du rallye de Dubai, en 1994;
  - 2e du rallye du Kowait, en 1995;

puis

1996, 1998, 1999, 2001:
- 4 rallye des 1000 Dunes;

2002:
- 2e du rallye de Tunisie;

2004:
- 2e de la Baja Portugal 1000;

2012:
- Rallye des Pharaons: (octobre - 30e édition);
  - 2e de la Baja España-Aragón;
  - 2e de l'Abu Dhabi Desert Challenge.